# Sharifabad (Zanjan)
Sharīfābād (farsi شريف اباد) è una città della provincia di Abhar, circoscrizione Centrale, nella regione di Zanjan in Iran. Nel 2006 aveva 5.521 abitanti. Si trova a est di Abhar.